# زلتان ینی
زلتان ینی (مجاری: Zoltán Jeney؛ زادهٔ ۴ مارس ۱۹۴۳) موسیقی‌دان و آهنگساز اهل مجارستان است.
از فیلم‌ها یا مجموعه‌های تلویزیونی که وی در آن‌ها نقش داشته است می‌توان به سندباد اشاره نمود.